# Langgöns
Langgöns è un comune tedesco di 11 813 abitanti,, situato nel land dell'Assia. Si trova a circa 10 km a sud di Gießen e circa 10 km a nord di Butzbach.